# Шаєва Розія Шаріпівна
Розія Шаріпівна Шаєва (24 травня 1952, кишлак Хужаоріф, тепер Шафірканського району Бухарської області, Узбекистан) — радянська діячка, секретар парткому колгоспу імені І. Мумінова Шафірканського району Бухарської області. Член ЦК КПРС у 1990–1991 роках.

## Життєпис
У 1969–1973 роках — технічний секретар Шафірканського районного комітету КП Узбекистану Бухарської області.
Член КПРС з 1971 року.
З 1973 року — завідувач сектору обліку, завідувач відділу Шафірканського районного комітету ЛКСМ Узбекистану Бухарської області.
У 1979 році закінчила Бухарський державний педагогічний інститут Узбецької РСР.
У 1984–1985 роках — заступник голови колгоспу імені І. Мумінова Шафірканського району Бухарської області.
У 1985–1991 роках — секретар партійного комітету (парткому) колгоспу імені І. Мумінова Шафірканського району Бухарської області.
Подальша доля невідома.